# 静照寺 (寝屋川市)
静照寺（じょうしょうじ）は、大阪府寝屋川市にある日蓮宗の寺院。莚師法縁。

## 歴史
- 静照院河合日辰が創建した。1943年、日辰はこの寺で没した。

## 寺宝
- 日蓮木像 － 身延山久遠寺奥の院や、千葉県の小湊誕生寺の木像と同じ木で造られた一木三体造りといわれる。
- 帝釈天像 － 柴又帝釈天題経寺の分霊像という。
- 鬼子母神石像
- 妙見菩薩像 － 能勢妙見の分霊という。
- 大黒天像
- 摩利支天像
- 毘沙門天像
- 八大竜王像
- 聖徳太子像
- 救世観音菩薩像

## 参考資料

### 文献
- 「神社仏閣開運ガイド 関西版」七賢出版社

## 関連資料
- 日蓮宗寺院大鑑編集委員会『宗祖第七百遠忌記念出版 日蓮宗寺院大鑑』大本山池上本門寺 (1981年)